# Showmatch
Showmatch è un programma televisivo argentino condotto da Marcelo Tinelli e nei suoi spin-off da Jose Maria Listorti e Viviana Canosa. A partire dal 2006, all'interno di Showmatch vengono presentate le versioni argentine dei talent show Bailando por un sueño e Cantando por un sueño, dove personaggi famosi si esibiscono, ballando o cantando, in coppia con artisti non professionisti, analogamente allo show italiano Ballando con le stelle e basandosi sul format britannico Strictly Come Dancing.

## Vincitori

### Bailando por un sueño
- 1ª Edizione: 2006 - Carmen Barbieri e Cristian Ponce
- 2ª Edizione: 2006 - Florencia de la V e Manuel Rodríguez
- 3ª Edizione: 2006 - Carla Conte e Guillermo Conforte
- 4ª Edizione: 2007 - Celina Rucci e Matías Sayago
- 5ª Edizione: 2008 - Carolina Ardohain e Nicolás Armengol
- 6ª Edizione: 2009 - Fabio "La Mole" Moli e Mariana Conci-Julia Cejas
- 7ª Edizione: 2011 - Hernán Piquín e Noelia Pompa
- 8ª Edizione: 2012 - Hernán Piquín e Noelia Pompa
- 9ª Edizione: 2014 - Bicho Gomez e Anita Martinez
- 10ª Edizione: 2015 - Laurita Fernández e Federico Bal
- 11ª Edizione: 2016 - Pedro Alfonso e Florencia Vigna
- 12ª Edizione: 2017 - Florencia Vigna e Gonzalo Gerber
- 13ª Edizione: 2018 - Julián Serrano e Sofía Morandi
- 14ª Edizione: 2019 - Nicolás Occhiato e Florencia Jazmín Peña

### Cantando por un sueño
- 1ª Edizione: 2006 - Iliana Calabró e Ricardo Rubio
- 2ª Edizione: 2007 - Miguel Fernández e Micaela Salinas
- 3ª Edizione: 2011 - Patricio Giménez e Priscila Suárez
- 4ª Edizione: 2012 - Fabio Moli e Natalie Scalzadonna[1]

### Patinando por un sueño
- 1ª Edizione: 2007 - Ximena Capristo e Marcelo Porce
- 2ª Edizione: 2008 - Leonardo Tusam e Analía Papa

### Bailando por un sueño Kids
- 1ª Edizione: 2009 - Pedro Maurizi e Candela Rodríguez

### El musical de tus sueños
- 1ª Edizione: 2009 - Silvina Escudero

## Rating
| Canal 9              | 23,6 | 73%   | 2.566.000 | 2005 |
| Canal Trece          | 25,5 | 65%   | 2.482.000 | 2006 |
| Canal Trece          | 27,6 | 76%   | 2.671.000 | 2007 |
| Canal Trece          | 24,8 | 78%   | 2.739.000 | 2008 |
| El Trece             | 22,8 | 50,6% | 2.205.000 | 2009 |
| El Trece             | 29,9 |       | 2.990.000 | 2010 |
| Dati ufficiali IBOPE |      |       |           |      |

## Premi
- 2007: Premi Martin Fierro - Miglior Programma e miglior presentatore (Marcelo Tinelli)
- 2007: Premios Clarín Espectáculos - Miglior Programma televisivo
- 2008: Premi Martin Fierro - Miglior Reality, Miglior conduzione e miglior produzione integrale
- 2008: Premios Clarín Espectáculos - Miglior produzione televisiva